# Gomme quantique
En physique quantique, une gomme quantique désigne un dispositif permettant de rétablir un état de superposition quantique alors que celui-ci a été altéré ou supprimé.
L'expérience de la gomme quantique est une expérience d'interférométrie qui met en évidence plusieurs phénomènes quantiques fondamentaux, tels que l'intrication ou le principe de complémentarité.
Cette expérience est une variante de celle des fentes de Young et se fait en trois temps :
1. D'abord, l'expérimentateur reproduit l'expérience de Young en envoyant des photons à travers l'interféromètre à double fente, ce qui affiche les franges sur l'écran de détection.
2. Ensuite, l'expérimentateur détecte à travers quelle fente passe chaque photon, sans modifier sa fonction d'onde, et montre que les franges d'interférence ont disparu. Cette étape montre l'existence de l'information, nommée « which-path » en anglais, qui entraîne la destruction des franges.
3. Enfin, l'information « which-path » est effacée, après quoi les franges réapparaissent (plutôt que de supprimer ou d'inverser tout changement apporté au photon ou à sa trajectoire, ces expériences produisent typiquement un autre changement qui « estompe » le marquage effectué précédemment).

Le résultat clé est que le moment où la procédure de la gomme est effectuée (avant ou après la détection du photon) ne change rien,.
Une gomme quantique influence un état quantique de manière non-locale, c'est-à-dire à une distance arbitraire. On peut interpréter cela comme une influence instantanée, voire en provenance du futur (mais d'autres interprétations sont possibles). Quoi qu'il en soit, l'influence se fait toujours de manière absolument indétectable sans apport d'une information non quantique (typiquement des corrélations) en provenance du dispositif lointain. Cette influence se fait donc sans violation de la causalité, ni dépassement de la vitesse de la lumière et respecte ainsi les lois de la relativité restreinte et générale.
Le principe de la gomme quantique est utilisé pour améliorer la résolution de certains microscopes électroniques.

## Description
Dans l'expérience des fentes de Young, des photons sont envoyés vers une plaque percée de deux fentes proches. Au franchissement des fentes, le photon se trouve dans une superposition quantique : en tant qu'onde il passe par les deux fentes, ce qui provoque l'apparition d'une frange d'interférence sur l'écran de visualisation.
Si un détecteur est placé sur les fentes pour savoir par laquelle passe le photon (information « which-path » en anglais), l'état de superposition disparaît (les deux éventualités ne sont plus possibles) et les franges d'interférence aussi.
La gomme quantique est illustrée dans une variante de cette expérience : au lieu de détecter le passage du photon au niveau des fentes, on le marque simplement (sans faire une mesure réelle) pour avoir la possibilité de détecter, si on le désire, la fente traversée. Dans ce cas, la frange d'interférence disparaît aussi : rendre possible la détection a le même effet qu'une détection réelle.
La détection systématique provoque une décohérence et une réduction du paquet d'onde (elle ne peut être « gommée »). La question que pose l'expérience est de savoir si un marquage peut être « gommé ». En 1982, Marlan Scully et Kai Drühl se sont demandé ce qu'il pouvait se passer lorsque l'information « which-path » était physiquement brouillée : c'est ce brouillage que l'on nomme « gomme quantique », car après il n'est plus possible de déterminer par quelle fente est passé le photon.
Avec la gomme quantique, un état quantique altéré est remis en place par l'action d'un dispositif. Cela semble à priori normal mais prend tout son intérêt, et c'est ce qu'avaient prévu Scully et Drühl, quand la gomme quantique est mise en action après que le photon a impressionné la plaque photographique, ou si elle est mise en œuvre de manière non locale, sur un photon intriqué au photon de la plaque photographique.
En 1992 une expérience a été menée pour tester ce cas de figure.

## Expérience de la gomme quantique
Un émetteur de photon A, émet des photons individuels vers un « convertisseur bas » B. Un « convertisseur bas » réemet deux photons intriqués à partir d'un photon en entrée. Un des photons, appelé photon signal, est dirigé vers un dispositif de fentes de Young C. Des filtres polarisateurs D et E sont placés derrière les fentes afin de « marquer » le passage du photon par l'une ou l'autre fente. Le photon est ensuite détecté sur une plaque photographique en F.
Parallèlement, l'autre photon, appelé photon témoin, est émis vers un détecteur de polarité en H. En G, se situe le dispositif de « gomme quantique », amovible, dont nous parlerons plus loin. Dans un premier temps, nous admettrons que la gomme est absente. La détection en H permet alors de connaître par quelle fente est passée le photon, par effet EPR. En effet, la polarité prise par le photon signal en D ou E influe sur la polarité mesurée du photon témoin (voir aussi expérience d'Aspect sur ce point). Naturellement, cette détection en H brouille la figure d'interférence en F.
Si, maintenant, un polarisateur est placé en G, la polarisation mesurée en H sera alors toujours la même, quelle que soit la polarisation prise par le photon signal en D ou E. Il devient donc impossible de savoir par quelle fente est passé le photon. Ce simple fait rétablit la figure d'interférence en F. C'est ce polarisateur qui est qualifié de gomme quantique.
Si la distance BG est supérieure à la distance BC, la gomme quantique intervient après que le photon signal a impressionné la plaque photographique. Comment le photon signal « sait-il » qu'une gomme quantique a été placée en G, afin de former une figure d'interférence ou non ? Là est toute la difficulté de l'interprétation de cette expérience.
Un reproche (qui avait aussi été adressé aux premières expériences EPR, et qui a été résolu par l'expérience d'Aspect) peut être adressé à ce dispositif : même si la distance BG est supérieure à BC, si le polarisateur G est là dès l'émission du photon en A, alors il devient possible d'imaginer que sa présence influe sur ce qui se passe en F. En effet, G et les détecteurs H et F sont reliés physiquement au sein d'un même dispositif matériel, car il est nécessaire de savoir à quel photon en F correspond un photon détecté en H. Donc des corrélations artificielles, non quantiques (boucles de masse..), pourraient apparaître entre H et F. Pour évacuer toute possibilité de corrélation non quantique entre G, H et F, l'idéal serait de placer/ôter G après que le photon signal a été détecté en F.
C'est pourquoi l'expérience de la gomme quantique à choix retardé a été tentée par Marlan Scully, où une gomme quantique entre ou non en action après l'enregistrement en F.